# Buttermere (meer)
Buttermere is een meer in Lake District, een nationaal park in het graafschap Cumbria in het noordwesten van Engeland. Oorspronkelijk lag het meer in Cumberland. Buttermere ligt ten zuidoosten van de meren Crummock Water en Loweswater. Het nabijgelegen dorp Buttermere ontleent zijn naam aan het meer. Het is eigendom van de National Trust.
Er loopt een 7,2 km lang wandelpad rond het meer dat op een gegeven ogenblik de wandelaar door een tunnel door rotsen voert. Via de zuidelijke gelegen Honister Pass bereikt men Borrowdale.

## Etymologie
Er zijn twee mogelijke verklaringen voor de naam Buttermere. De eerste is dat de naam zou verwijzen naar de vruchtbare weiden op de alluviale vlaktes aan beide zijden van het botermeer naar het Oudengels woord butere. De tweede verklaring houdt het op een vervorming van de Oudnoorse eigennaam Buthar. Het stemt alleszins overeen met de lokale traditie die zegt dat Buttermere ooit het bezit was van een 11e-eeuwse Noorse leider Buthar. Grote aantallen Vikingen vestigden zich in Cumbria tijdens de 9e en 10e eeuw. Veel namen in de streek zijn van Noorse origine: rivieren worden becks genoemd naar het Oudnoorse bekkr; bergen zijn fells van fjall; watervallen zijn forces van fos; ravijnen zijn gills; valleien zijn dales van dalr; en kleine meren worden tarns genoemd, afgeleid van tjorn dat traan betekent.

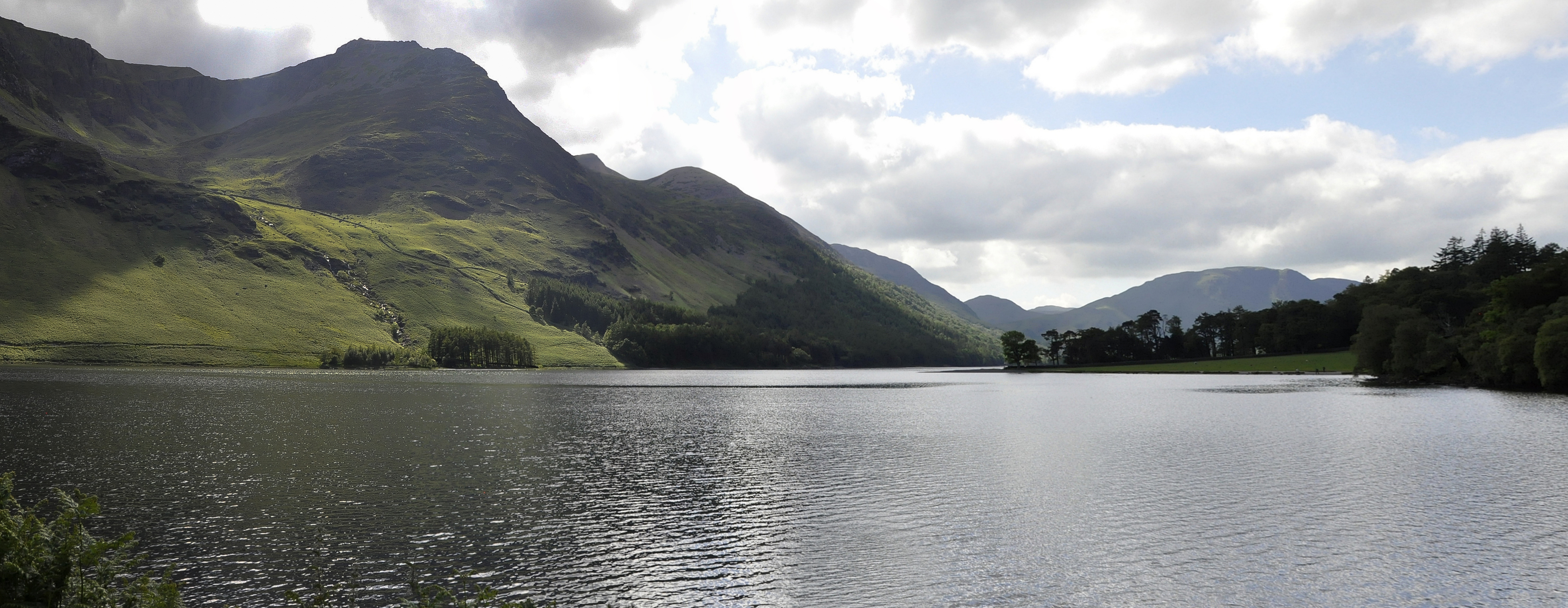
Buttermere
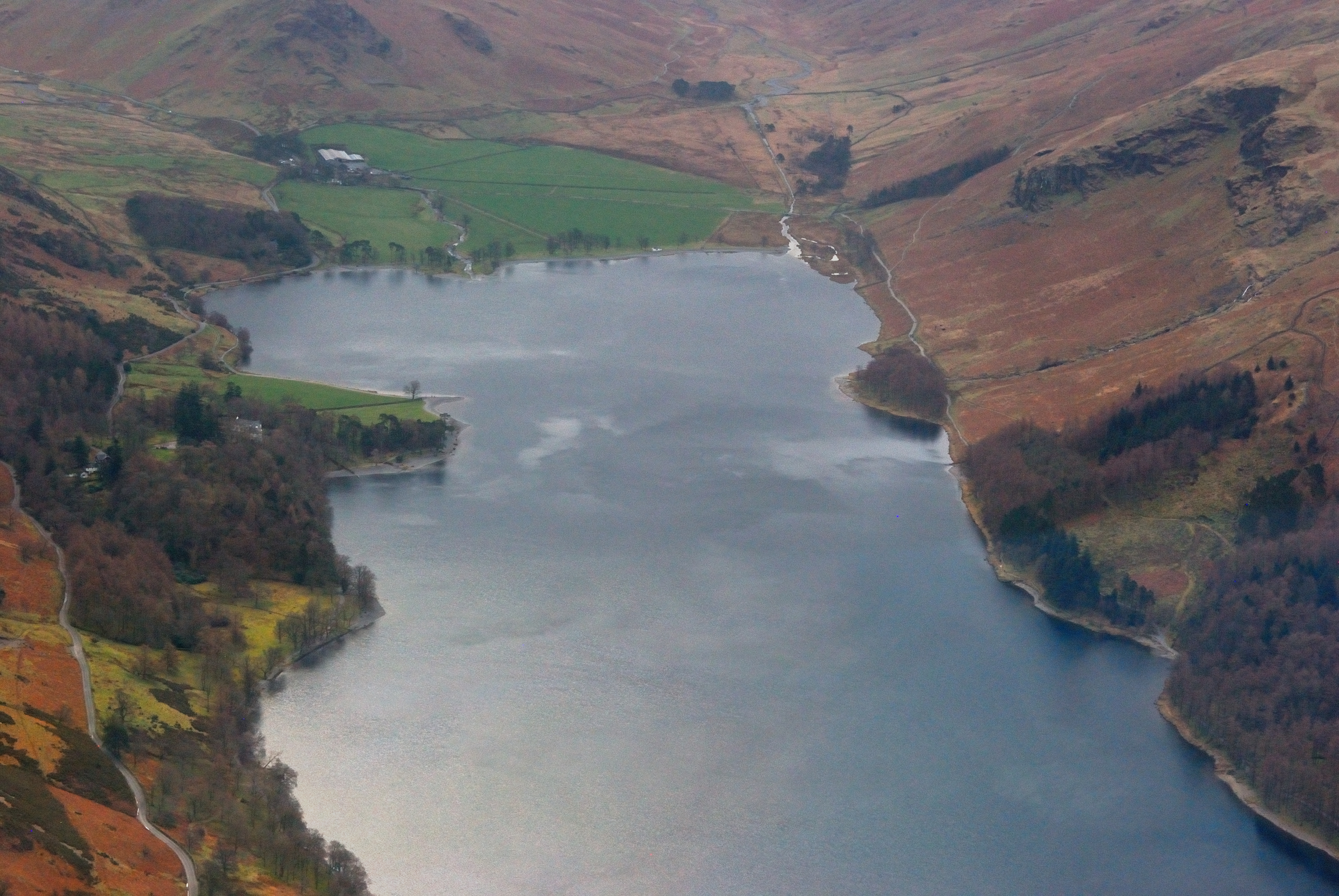
Luchtopname van de zuidelijke helft